# Raumflugmechanik
Die Raumflugmechanik ist ein Fachgebiet der Luft- und Raumfahrttechnik und befasst sich mit den Bewegungsgesetzen natürlicher und künstlicher Himmelskörper unter dem Einfluss der Gravitation anderer Körper und gegebenenfalls ihres eigenen Antriebes. Sie erweitert das Gebiet der Himmelsmechanik, mit der sie den geschichtlichen Hintergrund wie auch die grundlegenden physikalischen Gesetze gemeinsam hat.

## Geschichte
Die Bewegungen der Planeten – einschließlich der Erde – um die Sonne wurden bereits in der Antike vermutet und von Nikolaus Kopernikus in der Neuzeit (1543) erneut postuliert. Gestützt auf Beobachtungen insbesondere seines Lehrmeisters Tycho Brahe konnte Johannes Kepler 1608/09 die nach ihm benannten Gesetze der Planetenbewegungen aufstellen. Die Erklärung des mathematischen Hintergrundes und der die Anziehung vermittelnden Gravitationskraft gelang erst Isaac Newton 1687. Die Abspaltung von der konventionellen Himmelsmechanik lässt sich 1903 mit der Entdeckung der Raketengrundgleichung, die den prinzipiellen Antriebsbedarf der Raumfahrt aufzeigt, durch Konstantin Ziolkowski festlegen. Weitere wesentliche Grundlagen der Raumflugmechanik trugen Walter Hohmann und Hermann Oberth zusammen.

## Keplersche Gesetze
1. Kepler-Gesetz
Die Planeten bewegen sich auf elliptischen Bahnen, in deren einem Brennpunkt die Sonne steht.
2. Kepler-Gesetz
Ein von der Sonne zum Planeten gezogener „Fahrstrahl“ überstreicht in gleichen Zeiten gleich große Flächen.
3. Kepler-Gesetz
Die Quadrate der Umlaufzeiten zweier Planeten verhalten sich wie die dritten Potenzen (Kuben) der großen Bahnhalbachsen.
Kepler beschrieb in dieser ursprünglichen Fassung die Gesetze für die ihm bekannten Planeten, sie gelten aber universell und sind nicht auf Ellipsenbahnen beschränkt. Vielmehr lässt sich aus den Bewegungsgleichungen des idealisierten Zweikörpersystems in der Potentialtheorie (s. u.) herleiten, dass sich Körper um die Zentralmasse auf Kegelschnittbahnen wie folgt bewegen:
- bei geringer Energie ist die Umlaufbahn elliptisch (mit dem Kreis als Spezialfall);
- ein Körper mit Fluchtgeschwindigkeit entfernt sich auf einer parabolischen Bahn und kommt im Unendlichen zur Ruhe;
- ein Körper mit noch höherer Energie entfernt sich auf einer hyperbolischen Bahn und hat im Unendlichen eine Restgeschwindigkeit, die hyperbolische Exzess- oder Überschussgeschwindigkeit.

Dabei ist es wichtig, auf das Bezugssystem zu achten (Erde, Sonne oder Planet); wechselt man das Bezugssystem, so müssen Geschwindigkeit und Bewegungsenergie umgerechnet werden, da sich die Systeme relativ zueinander bewegen.
Aus den o. g. Bewegungsgleichungen lassen sich die für die Raumfahrt wesentlichen Geschwindigkeiten berechnen. Die wichtigsten sind:
 7,9 km/s: Geschwindigkeit eines Körpers in einer niedrigen Umlaufbahn um die Erde (erste kosmische Geschwindigkeit)
11,2 km/s: Geschwindigkeit eines Körpers, um das Schwerefeld der Erde zu verlassen (Fluchtgeschwindigkeit oder zweite kosmische Geschwindigkeit)
29,8 km/s: Geschwindigkeit der Erde auf ihrer Bahn um die Sonne (heliozentrisch, also auf die Sonne bezogen)

## Gravitationsgesetz
Die von Newton 1687 als fundamentale physikalische Kraft erkannte und beschriebene Gravitationswirkung zweier Körper der Massen {\displaystyle m_{1}} und {\displaystyle m_{2}} erlaubt die Bestimmung der gegenseitigen Anziehungskraft:
{\displaystyle F(r)=G{\frac {m_{1}m_{2}}{r^{2}}}}.
{\displaystyle G} steht hier für die Gravitationskonstante und {\displaystyle r} für den Abstand der beiden Massen bzw. ihrer Schwerpunkte. Dabei ist angenommen, dass {\displaystyle r}  größer ist als die Ausdehnung der Massen selbst. Gravitation wirkt immer anziehend; Newton konnte zeigen, dass die Wirkung einer solchen Kraft, die umgekehrt zum Quadrat des Abstandes ist, alle von Kepler beschriebenen Effekte hervorruft. Das Gravitationsgesetz bildet daher, obwohl später entdeckt, die Grundlage für die Keplerschen Gesetze.

## Das Allgemeine Zweikörperproblem
Die allgemeine Fassung obiger beider Gesetze führt auf das Allgemeine Zweikörperproblem, bei dem sich zwei Massen m1 und m2 in einem Inertialsystem bewegen. Man formuliert dabei die durch die Anziehungskraft verursachte Beschleunigung einer jeden Masse
{\displaystyle m_{1}a_{1}=G{\frac {m_{1}m_{2}}{r^{3}}}r\quad {\text{und}}\quad m_{2}a_{2}=-G{\frac {m_{1}m_{2}}{r^{3}}}r}
Dabei ist die Beschleunigung einer jeden Masse gleich der zweiten Ableitung des Ortsvektors
{\displaystyle a_{i}={\frac {d^{2}r_{i}}{dt^{2}}};i=1\dots 2}
Man erhält
{\displaystyle m_{1}{\ddot {r}}_{1}+m_{2}{\ddot {r}}_{2}=0}
Man kann den Schwerpunkt beider Massen und ihren Verbindungsvektor r=r2-r1 einführen und erhält dann aus den beiden Bewegungsgleichungen
{\displaystyle {\ddot {r}}_{2}-{\ddot {r}}_{1}=-G(m_{1}+m_{2}){\frac {r}{r^{3}}}={\ddot {r}}}
und daraus
{\displaystyle {\frac {d^{2}r}{dt^{2}}}+{\frac {\mu }{r^{3}}}r=0\quad {\text{mit}}\quad \mu =G(m_{1}+m_{2})}
Aus dieser Gleichung lassen sich unmittelbar die Erhaltungssätze ableiten. Aus dem Kreuzprodukt mit r erhält man nach Integration
{\displaystyle r\times {\dot {r}}={\text{const.}}=h}
Dies entspricht der Erhaltung des Drehimpulses und ist äquivalent zum 2. Keplerschen Gesetz. Multipliziert man hingegen skalar mit {\displaystyle {\dot {r}}}, so ergibt sich unter Benutzung der Produktregel der Differenzialrechnung
{\displaystyle {\frac {v^{2}}{2}}-{\frac {\mu }{r}}={\text{const.}}=C}
C hat die Dimension einer spezifischen Energie (Energie pro Masse) und beschreibt die zeitlich invariable Energie der relativen Bewegung der beiden Massen.
Weiter kann man die Bahnkurve der Bewegung bestimmen (Hamiltonsches Integral), indem man das Kreuzprodukt der Zweikörpergleichung mit dem Drehimpulsvektor h bildet. Man erhält dann die geometrische Beschreibung der Bahn in der Form
{\displaystyle r(\phi )={\frac {p}{1+\epsilon \cos \phi }}}
Dabei beschreibt die sich aus einer Integrationskonstanten ableitende Größe {\displaystyle \epsilon \geq 0} die Form der Bahn. Es ergeben sich
- für {\displaystyle \epsilon <1} Ellipsen (mit dem Grenzfall einer Kreisbahn im Fall {\displaystyle \epsilon =0});
- für {\displaystyle \epsilon =1} eine Parabel, mithin keine geschlossene Bahn mehr; dies entspricht dem Erreichen der Fluchtgeschwindigkeit;
- für {\displaystyle \epsilon >1} Hyperbeln zunehmender Energie.

Diese Beschreibung ist rein geometrisch und liefert noch keine Berechnung des zeitlichen Bahnverlaufs. Für diesen benötigt man die Kepler-Gleichung (s. u.)

## Typische Probleme der Raumflugmechanik
Kennzeichnend für die nachfolgend aufgestellten Probleme ist, ein vorgegebenes Missionsziel mit einem Minimum an Energie zu erreichen. Abseits dieses Energieminimums würde man ein unrealistisch großes Startgerät benötigen oder aber nur eine unsinnig kleine Nutzlast mitführen können. Zumeist muss man dabei eine Verlängerung der Reisezeit oder auch weitere Voraussetzungen (Stellung anderer Planeten im Falle eines Swing-bys usw.) akzeptieren. In jedem Fall benötigt man einen auch im Vakuum funktionierenden Antrieb, um die benötigten Geschwindigkeiten zu erreichen. An die praktische Realisierung konnte man daher erst nach der Entwicklung entsprechender Raketen denken.

### Erreichen einer Umlaufbahn
Das Erreichen einer Umlaufbahn erfordert, den Satelliten auf die Orbitalgeschwindigkeit zu beschleunigen, die im Falle der Erde auf einer niedrigen Bahn 7,9 km/s beträgt. Zusätzlich ist erforderlich, den Satelliten auf einer geeigneten Flugbahn aus der Atmosphäre in eine Höhe von mindestens etwa 200 km zu bringen. Dies erfordert ein entsprechendes Steuerungssystem und gelang erst 1957 mit Sputnik. Die Erdrotation lässt sich bei geeigneter Wahl des Startplatzes – möglichst äquatornah – und Abflug nach Osten ausnutzen und verringert dann den Antriebsbedarf leicht, im Idealfall um etwa 400 m/s. In der Praxis muss man daneben Verluste wie das Durchdringen der Atmosphäre (Luftreibung), Hubarbeit gegen das Gravitationsfeld, Umlenkung und Energieaufwand für Korrekturmanöver berücksichtigen und daher einen Geschwindigkeitsbedarf von etwa 9 km/s ansetzen. Der Energiebedarf ist für höhere Umlaufbahnen entsprechend höher und kann den Energieaufwand für die Fluchtgeschwindigkeit übersteigen.
Körper auf höheren Bahnen laufen langsamer um als solche auf niedrigeren; daher gibt es eine ausgezeichnete Bahnhöhe, bei der die Umlaufgeschwindigkeit des Satelliten genau der Rotationsgeschwindigkeit der Erde entspricht. Satelliten in dieser Bahn scheinen von der Erdoberfläche aus gesehen stillzustehen, man bezeichnet sie daher als geostationär, was insbesondere für die Kommunikation und Wetterbeobachtung von hohem Interesse ist.
Die Wahl der Umlaufbahn hängt entscheidend vom Zweck des Satelliten ab. Für Erdbeobachtung sind i. d. R. Bahnen mit hoher Bahnneigung (Inklination) oder polare Bahnen von Interesse, um die beobachtbaren Gebiete nicht auf ein Band um den Äquator zu beschränken. Für die Telekommunikation sowie die Wetterbeobachtung eignet sich die geostationäre Bahn. Im Falle der Kommunikation mit Orten hoher geographischer Breite wählt man mit Vorteil (stark elliptische) Molnija-Orbits. Navigationssysteme verwenden mittelhohe Bahnen als Kompromiss zwischen niedrigen Orbits (extrem viele Satelliten für die vollständige Abdeckung erforderlich) und geostationären Orbits (schlechte Genauigkeit und örtliche Konflikte mit anderen Systemen).

### Störende Effekte
Aufgrund der abgeplatteten und unregelmäßigen Form der Erde und weiterer Inhomogenitäten des Gravitationsfeldes (Geoid), ihrer Atmosphäre wie auch durch andere Körper (insbesondere Sonne und Mond) erfahren Satelliten im Erdorbit Bahnstörungen, die i. A. kompensiert werden müssen, umgekehrt aber auch für spezielle Bahnen, insbesondere sonnensynchrone Satelliten, gezielt genutzt werden können. Sinngemäß das Gleiche gilt für Satelliten um andere Himmelskörper und auch für Raumflugkörper allgemein.
Im Falle der Erde sind die wichtigsten Störungen
- die durch die Abplattung der Erde verursachte Präzession der Bahnebene, die von Bahnhöhe und -neigung abhängt;
- die durch die Atmosphäre der Erde verursachte Abbremsung, die stark von der Bahnhöhe und von der „Dichte“ des Satelliten abhängt. Diese Störung ist nichtkonservativ, d. h. der Satellit verliert Energie an die Erde. Satelliten in niedrigen Orbits haben daher eine beschränkte Lebensdauer.

### Rendezvous
Als Rendezvous bezeichnet man ein Manöver, einen schon auf einer bekannten Bahn befindlichen anderen Satelliten zu erreichen, um mit ihm zu koppeln oder ähnliche Operationen durchzuführen. Im weiteren Sinn kann man auch Flüge zu anderen Himmelskörpern in diese Kategorie fassen, da sich die gleichen Probleme stellen. Die Bahnen müssen für dieses Manöver übereinstimmen, was i. d. R. nur durch mehrere Korrekturen erreicht wird; zusätzlich ist ein genaues Timing erforderlich, um den Zielkörper nicht zu verfehlen. Als Startfenster bezeichnet man in diesem Zusammenhang den Zeitraum, in dem ein Start zu einem solchen Manöver erfolgen muss.

### Transferorbits
Ein Transferorbit dient zum Wechsel von einer Umlaufbahn in eine andere. Dies erfolgt durch Änderung der Geschwindigkeit, entweder impulsartig (im Falle konventioneller chemischer Antriebe) oder über einen längerer Zeitraum (mit elektrischen Triebwerken.) Dabei sind die folgenden Manöver von praktischem Nutzen:
- ein Beschleunigungs- oder Bremsmanöver am Perizentrum (dem dem Zentralkörper nächsten Punkt der Bahn) erhöht oder verringert das Apozentrum auf der gegenüberliegenden Seite und umgekehrt. Dabei lassen sich mit verhältnismäßig kleinen Geschwindigkeitsänderungen erhebliche Änderungen der Bahnhöhe erzielen; die Hohmannbahn ist eine Anwendung dieses Manövers;
- ein Beschleunigungsmanöver in einem Winkel zur Bahn in der Knotenlinie (der gedachten Schnittlinie von alter und neuer Bahnebene) verändert die Bahnneigung (Inklination.) Dieses Manöver ist sehr energieintensiv, da der gesamte Geschwindigkeitsvektor geändert werden muss, und wird daher in der Praxis nur für sehr kleine Inklinationsänderungen (und dann bei möglichst geringer Geschwindigkeit) durchgeführt.

### Fluchtgeschwindigkeit
Die Fluchtgeschwindigkeit ergibt sich aus der Energieerhaltung, indem man potenzielle Energie und Bewegungsenergie gleichsetzt. Für die Erde erhält man den genannten Wert von 11,2 km/s. Damit ist aber noch keine Aussage über andere Körper getroffen. Insbesondere ist diese Geschwindigkeit, aufgrund der Anziehungskraft der Sonne selbst, nicht ausreichend um das Sonnensystem zu verlassen.

### Translunarkurs
Für einen Flug zum Mond ist weniger als die Fluchtgeschwindigkeit erforderlich, da sich der Mond relativ nah an der Erde befindet und eine nicht zu vernachlässigende eigene Gravitationswirkung ausübt. Daher ist eine Geschwindigkeit von etwa 10,8…10,9 km/s (abhängig von der Position des Mondes) ausreichend, man erhält dann eine Transferbahn in Form einer 8, wie im Apollo-Programm durchgeführt. Der Geschwindigkeitsvektor muss sehr genau ausgerichtet sein, um den sich bewegenden Mond nicht zu verfehlen; in der Praxis arbeitet man mit mehreren Korrekturmanövern während des fast drei Tage dauernden Transfers.

### Flug zu inneren Planeten
Bei einem Flug zu den inneren Planeten Venus und Merkur muss Antriebsleistung gegen die Orbitalgeschwindigkeit des Satelliten um die Sonne, die dieser von der Erde übernimmt, aufgebracht werden. Für solche Flüge wird die Fluchtgeschwindigkeit von der Erde daher so gerichtet, dass sie der Kreisbahnbewegung entgegenwirkt. Der Energieaufwand ist dennoch erheblich und erlaubt nur kleine Raumsonden in das Innere des Sonnensystems zu bringen. Die Anforderungen an die Steuerung und Navigation sind nochmals erheblich höher als die für einen Mondflug. Ein Energieminimum wird nur einmal pro synodischer Periode erreicht.

### Flug zu äußeren Planeten
Will man die äußeren Planeten Mars, Jupiter, Saturn, Uranus oder Neptun erreichen, wird die Sonde nach dem Verlassen der Erde gegen das Schwerefeld der Sonne weiter beschleunigt. Für diese zweite Beschleunigung profitiert man von der Bewegung der Erde um die Sonne, vorausgesetzt wiederum, die Geschwindigkeitsvektoren sind korrekt ausgerichtet. Wie beim Flug in das innere Sonnensystem ist auch hier der Geschwindigkeitsbedarf groß, weshalb die Sonden meistens leicht sind, ansonsten sind Swing-bys zur weiteren Beschleunigung der Sonden erforderlich. Aufgrund der großen Distanzen ins äußere Sonnensystem können diese Flüge viele Jahre dauern.

### Flüge auf Bahnen mit konstantem Schub
Elektrische Triebwerke (z. B. der Ionenantrieb) wie auch der mögliche Antrieb eines Raumfahrzeugs durch Sonnensegel ermöglichen, einen wenn auch kleinen Schub über sehr lange Zeit aufrechtzuerhalten, und stellen daher für langdauernde Missionen eine Alternative zu konventionellen chemischen Antrieben dar. Dabei muss die Lage des Raumfahrzeugs permanent so kontrolliert werden, dass der Schub in die gewünschte Richtung geht. Rechnerisch sind diese Flugbahnen, die sich spiralförmig in vielen Windungen nach innen oder außen verlagern, nicht mehr einfach zu erfassen, da die Bahnenergie nicht konstant bleibt.

### Vorbeiflugmanöver (Gravity Assist, Swing-by)
Ein Vorbeiflugmanöver an einer sich im Bezugssystem bewegenden Masse führt zum Energieaustausch zwischen den beiden Körpern und erlaubt daher, einen Satelliten zu beschleunigen (bei einer Passage „hinter“ dem Körper) oder abzubremsen. Damit verbunden ist eine Umlenkung der Flugbahn, deren Größe mit dem Grad der Abbremsung bzw. Beschleunigung zusammenhängt. Für diese Manöver sind die großen Planeten Jupiter und Saturn sowie die sich schnell bewegende Venus, wie auch die Erde selbst interessant. Der Vorbeiflug erfolgt auf einer planetozentrisch hyperbolischen Bahn, der Energiegewinn im heliozentrischen System erfolgt durch die unterschiedliche Rücktransformation der Geschwindigkeit auf dem abfliegenden Ast. Solche Manöver lassen sich für Flüge ins innere wie auch äußere Sonnensystem nutzen, u. U. auch mit mehreren Vorbeiflügen an einem oder mehreren Planeten; das Verlassen der Ekliptikebene, wie bei der Sonnensonde Ulysses, ist ebenfalls möglich. Nachteilig ist die Verlängerung der Flugzeit, die erhöhten Anforderungen an Steuerung und Navigation wie auch die Notwendigkeit, auf die Position eines weiteren Körpers achten zu müssen, was i. d. R. zu deutlichen Einschränkungen des Startfensters führt.

## Anwendungen
Die eigentliche Anwendung ist die Missionsplanung, die zur Aufgabe hat, für ein vorgegebenes Ziel – zum Beispiel einen Planeten von wissenschaftlichem Interesse – eine geeignete Mission, d. h. insbesondere eine geeignete Flugbahn zu finden.
Dafür sind umfangreiche numerische Simulationen erforderlich. In den Anfängen beschränkten sich diese Simulationen darauf, eine im Wesentlichen vorgegebene Flugbahn (in der Regel einen Hohmann-ähnlichen Übergang) zu optimieren und geeignete Abflugdaten zu finden. Die Energiereserve des Trägersystems bestimmt in solchen Fällen die Länge des Startfensters. Aus dieser Zeit stammen die Höhenkurven ähnlichen Plots der benötigten Energie als Funktion von Abreise- und Ankunftsdatum. Seither wurden die numerischen Möglichkeiten erheblich erweitert und erlauben auch, die für hohe Anforderungen – wie den Besuch eines Kometen – erforderlichen phantasiereichen Bahnen zu bestimmen.

## Mathematische Methoden

### Vis-Viva-Gleichung
Die aus der Energieerhaltung folgende Vis-Viva-Gleichung (lateinisch für „lebendige Kraft“) setzt für eine stabile Zweikörperbahn die Geschwindigkeit {\displaystyle v} in Beziehung zum momentanen Bahnradius {\displaystyle r} und der charakteristischen Größe der Bahn, der großen Halbachse des Kegelschnittumlaufs {\displaystyle a}. Sie lautet:
{\displaystyle v^{2}=\mu \left({{2 \over {r}}-{1 \over {a}}}\right)}.
Dabei ist {\displaystyle a=r} für einen Kreis, {\displaystyle a>r} für eine Ellipse, {\displaystyle a=\infty } für eine Parabel und {\displaystyle a<0} für eine Hyperbel. {\displaystyle \mu } ist der Standardgravitationsparameter, wobei {\displaystyle G} wieder die Gravitationskonstante und {\displaystyle M} die Masse des Zentralkörpers ist:
{\displaystyle \mu =GM\ }

### Keplersche Gleichung
Die nach ihrem Entdecker Johannes Kepler benannte Gleichung setzt die mittlere Anomalie {\displaystyle M}, die exzentrische Anomalie {\displaystyle E} und die Exzentrizität {\displaystyle \epsilon } einer elliptischen Bahn wie folgt in Beziehung:
{\displaystyle M=E-\epsilon \cdot \sin E}
Mit dieser kann die Position eines auf einer bekannten Bahn befindlichen Körpers in Abhängigkeit von der Zeit berechnet werden. Dies erfordert allerdings iterative oder numerische Verfahren, da die Gleichung transzendent in {\displaystyle E} ist. Für fast kreisförmige ({\displaystyle \epsilon } nahe 0) wie auch hochelliptische ({\displaystyle \epsilon } nahe 1) Bahnen können sich numerische Schwierigkeiten ergeben, wenn die beiden rechten Terme von sehr unterschiedlicher Größenordnung bzw. fast gleich werden.

### Einflusssphären 'Patched Conics'
Das Konzept der Einflusssphären geht davon aus, dass die Bahn eines Himmelskörpers zu einem gegebenen Zeitpunkt im Wesentlichen nur von einem anderen Körper beeinflusst wird; Störungen durch andere Körper werden vernachlässigt. Nähert man sich einem anderen Körper, gibt es einen Punkt des virtuellen Gleichgewichts, an dem die beiden dynamischen Anziehungskräfte (d. h. die Störung und die Beschleunigung der ungestörten Zweikörperbahn) gleich groß sind. Für den im Sonnensystem häufigen Fall, dass die Masse des schwereren Körpers (z. B. der Sonne, Index S) erheblich größer ist als die des anderen (hier des Zielplaneten, Index P), ergibt sich dieser Punkt zu
{\displaystyle r_{T}=r\left({\frac {m_{P}}{m_{S}}}\right)^{2/5}}
wobei {\displaystyle r_{T}}  für die fragliche Annäherungsdistanz und {\displaystyle r} für die Distanz zwischen Planet und Sonne steht. In diesem Punkt ändert man die Betrachtungsweise (z. B. von einer Erd- auf eine Sonnenumlaufbahn) und führt eine Transformation durch, so dass die Bahnen stetig ineinander übergehen (daher die Bezeichnung aneinandergefügte Kegelschnitte). Dieses Konzept ist sehr einfach und lässt sich in einigen Fällen sogar von Hand durchführen, nimmt dafür aber einen u. U. erheblichen Korrekturbedarf in Kauf.